# إدي أفوث
إدي أفوث (بالإنجليزية: Eddie Avoth)‏ هو ملاكم ويلزي. اعتزل في سنة 1972. فاز بعدة بطولات لمسابقة بريطانيا والكومنولث.

## إحصائيات
خاض خلال مسيرته 53 نزالا، فاز في 44 ولم يتعادل وخسر في 9. فاز بالضربة القاضية في 20 نزالا.

## روابط خارجية
- إدي أفوث على موقع بوكس ريك (الإنجليزية) (registration required)